# Pål Tyldum
Pål Bjarne Tyldum, né le 28 mars 1942 à Høylandet est un fondeur norvégien. Il remporte cinq médailles, dont deux en or, aux Jeux olympiques.

## Biographie
Membre du club Hållingen IL dans son village natal de Høylandet, comme ses quatre frères, aussi fondeurs, il entre dans l'équipe nationale à 25 ans uniquement, à cause de conditions d'entraînement modestes.
En 1968, il prend part à ses premiers jeux olympiques à Grenoble, où il remporte la médaille d'or en relais, tandis qu'il est notamment quatrième au cinquante kilomètres. Un peu plus tard, aux Jeux du ski de Lahti, il gagne la course sur quinze kilomètres. À Lahti, en 1971, il est aussi le premier vainqueur d'un cinquante kilomètres disputé dans un format avec départ en masse.
Il remporte, en 1969, le cinquante kilomètres du Festival de ski de Holmenkollen et de nouveau en 1972. 1972 est aussi l'année, où il est sacré aux Jeux olympiques, remportant la médaille d'or au cinquante kilomètres et deux médailles d'argent au trente kilomètres et au relais.
Porte-drapeau norvégien aux Jeux olympiques d'Innsbruck en 1976, il ajoute une médaille d'argent en relais à son palmarès. Il se retire peu après cette compétition. Son bilan comprend sept titres des champions de Norvège en individuel, mais aucune médaille aux Championnats du monde, se contentant d'une quatrième place au trente kilomètres en 1970.

## Distinctions
En 1970, il reçoit la Médaille Holmenkollen et en 1972 le Prix Fearnley.

## Palmarès

### Jeux olympiques
| Épreuve / Édition | Grenoble 1968 | Sapporo 1972 | Innsbruck 1976 |
| 15 km             | 7e            |              | 20e            |
| 30 km             |               | Argent       |                |
| 50 km             | 4e            | Or           | 7e             |
| Relais 4 × 10 km  | Or            | Argent       | Argent         |

### Championnats du monde
| Épreuve / Édition | Vysoke Tatry 1970 |
| 15 km             | 5e                |
| 30 km             | 4e                |